# أولاد الباهي (أولاد عزوز الشرقيين)
أولاد الباهي هو دُوَّار يقع بجماعة أولاد عزوز، إقليم خريبكة، جهة بني ملال خنيفرة في المملكة المغربية. ينتمي الدوّار لمشيخة أولاد عزوز الشرقيين التي تضم 5 دواوير. يقدر عدد سكانه بـ 806 نسمة حسب الإحصاء الرسمي للسكان والسكنى لسنة 2004.

## روابط خارجية
- البوابة الوطنية للجماعات الترابية
- المندوبية السامية للتخطيط